# 암 검진

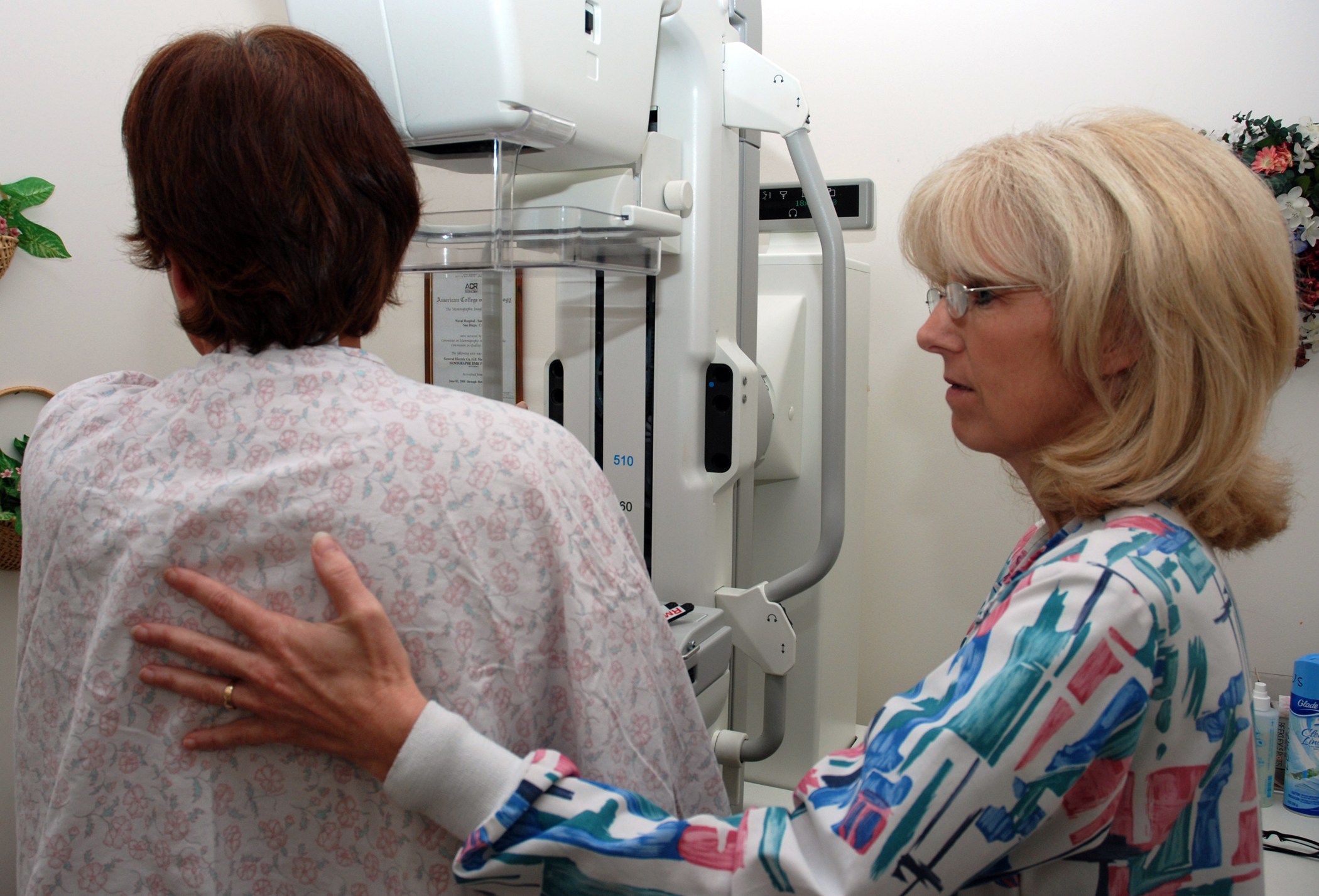
유방암 검사를 받고 있다.

암 검진(Cancer Screening)은 암의 증상이 나타나기 이전에 암을 발견하기 위한 목적으로 하는 의학 검사를 말한다. 주로, 혈액 검사, 소변 검사, DNA 검사 그리고 의학촬영이 있다.
이것을 통해, 암 예방과 조기 발견, 발견 이후 치료등으로 이어질 수 있는 장점이 있다.
검진의 성공율이 낮을 경우에 대해 비판적인 시각이 있으나, 암 검진 검사는 효율적이고 안전하며, 잘못된 양성, 음성 검진 결과일 확률은 매우 낮다.

## 종류

### 대장암
대장암 검사의 경우는 미리 발견할 경우 예방이 거의 가능하다.  그 이유는 대장암은 대장용종이라는 양성 성장을 통해서 발생하기 때문이다. 이것은 대장내시경을 통해서 발견되어 절제수술이 시행된다.
미국 예방협회는 대장암 검사의 경우에 대변 혈액 검사나 대장내시경 검사를 50세에 시작하여 75세까지 하도록 권고하고 있다.